# 齊默曼 (明尼蘇達州)
齊默曼（英語：Zimmerman）是一個位於美國明尼蘇達州舍本縣的城市。

## 人口
根據2020年美國人口普查的數據，齊默曼的面積為9.37平方千米，當中陸地面積為8.98平方千米，而水域面積為0.39平方千米。當地共有人口6189人，而人口密度為每平方千米661人。